# Russell Keaton
Russell Keaton (né le 15 mai 1910 à Corinth (Mississippi) et mort le 13 février 1945 est un auteur de bande dessinée américain connu pour avoir créé le comic strip Jenny l'aviatrice (en) (Flyin' Jenny) en 1939, remarqué pour ses qualités graphiques. Devenu professeur d'aviation en 1943 il meurt d'un mélanome brutal à 34 ans.

### Documentation
- (en) Deborah Brunt (éd.), The Aviation Art of Russell Keaton, Kitchen Sink Press, 1995.
- Patrick Gaumer, « Keaton, Russell », dans Dictionnaire mondial de la BD, Paris, Larousse, 2010 (ISBN 9782035843319), p. 478-479.